# No One (album)
No One – debiutancki album zespołu NoNe wydany w 2000 roku nakładem wytwórni Metal Mind Productions.
Materiał muzyczny na płytę został zarejestrowany w dniach od 22 września do 16 października 2000 w Studio Q w Pile. Mastering został wykonany w tym samym miejscu.

## Lista utworów
1. "Pener Tribe" – 4:35
2. "Enemy Line" – 4:40
3. "Mask" – 5:49
4. "Lies" – 2:20
5. "Around Me" – 5:31
6. "Back to the Roots" – 9:21
7. "Broken Man" – 5:44
8. "Tribe for Tribe" – 3:59
9. "Guarrilleros" – 4:38
10. "Rocks and Fists" – 4:12
11. "Day When I'll Know" – 12:32

## Twórcy
Członkowie zespołu
- Aleksander „Olo” Mendyk – gitara rytmiczna, śpiew[4], teksty utworów[5]
- Michał „Mihau” Kaleciński – gitara basowa[4], tekst utworów "Lies", "Rocks and Fists"[5]
- Tomasz „Demolka” Molka – perkusja[4], tekst utworu "Back to the Roots"[5]
- Rafał „Meti” Janas – gitara rytmiczna[4]

Uczestnicy gościnnie
- Piotr „Glaca” Mohamed (Sweet Noise) – śpiew w utworach "Broken Man" (oraz tekst utworu), "Rocks and Fists" i "Day When I'll Know"
- „Lonia” (Mrs. Plastic) – śpiew w utworze "Pener Tribe"
- Tomasz „Tom Horn” Rożek – śpiew w utworze "Enemy Line", miksowanie
- Grzegorz „Guezmir” Guziński (Flapjack) – śpiew w utworze "Around Me"
- Tomasz „Magic” Osiński (Sweet Noise) – gitara w "Broken Man"
- Długi (Deliverance)

Udział innych
- Artur Szałowski – nagrania w Studio Q
- Jakub „SJG” Głowacki – projekt okładki
- Krzysztof Szatkowski – zdjęcia we wkładce do płyty